# Kerem Alışık
Kerem Alışık (5 de junio de 1960, Estambul, Turquía) es un actor turco, poeta y presentador de televisión. Es conocido por su participación en numerosas películas como Dansöz, que dirigió y produjo y en series como Kara Sevda, una de las series turcas más exitosas a nivel internacional y la única serie turca de la historia ganadora del Premio Emmy Internacional en 2017 y como Tierra Amarga que se emite a través de ATV (Turquía).
Además, fue anfitrión de la 14.ª edición de los Krat TV Video Music Awards y, durante su juventud, fue una de las mayores promesas de los jugadores de fútbol profesional en el equipo "Dikilitaşspor de Estambul".

## Biografía
Kerem Alışık nació el 5 de junio de 1960 en Estambul, Turquía donde creció en una familia que estaba rodeada por el arte ya que es el único hijo de los famosos actores turcos Sadri Alışık y Çolpan İlhan. Es, además, sobrino del poeta Attila İlhan. Se graduó en la escuela secundaria francesa Saint Benoit.
Las dos grandes pasiones de Kerem Alışık siempre han sido la poesía y el deporte, especialmente el fútbol. Comenzó a temprana edad a escribir poesía de añoranza para su madre mientras cursaba la escuela primaria en un internado. Durante su juventud, jugó en el equipo de fútbol "Dikilitaşspor" donde le esperaba una carrera prometedora pero debido a una lesión tuvo que retirarse. Debido a esto, Kerem decidió cambiar de rumbo en su carrera y comenzó a actuar en el cine.
Entre 1988 y 1992, estuvo casado con la actriz turca Sibel Turnagöl. Del matrimonio nació un niño llamado Sadri, que también es actor de profesión.

## Carrera profesional

### Como futbolista
Kerem Alışık empezó su carrera profesional como futbolista y, durante esos años, fue un jugador de fútbol de mucho éxito en el equipo "Dikilitaşspor", conocido en toda Turquía. De hecho, en la temporada 1979-1980, se le muestra como uno de los cuatro mejores jugadores de la Primera Liga Amateur de Estambul.
Con su gran éxito en dicho equipo, Kerem se va al "Üsküdar Anadoluspor" pero poco tiempo después regresa al "Dikilitaşspor".

### Como actor
Kerem Alışık apareció por primera vez en las pantallas cuando apenas tenía 5 años en la película Kocamın Nişanlısı, dirigida en la que sus padres interpretaron los papeles principales.
Tras el fallecimiento de su padre, dio sus primeros pasos en la actuación apoyado por su madre con la serie Fırtınalar Un año después, pisó por primera vez los escenarios de los teatros con la obra Fehim Pasha Mansion.
Después de actuar en numerosas películas y series, en 2005 Kerem Alışık fundó el "Centro Cultural Sadri Alışık" con su madre, Çolpan İlhan. Dicho centro ofrece formación actoral como Academia y Conservatorio para acercar a jóvenes y talentosos actores a la cultura y el arte.
También fundó el "Teatro Sadri Alışık" con su madre y ambos se encargaron de la producción de muchas obras y actuaron en algunas de ellas.
Después de la muerte de su madre, Kerem cambió el nombre del teatro y pasó a llamarse "Teatro Çolpan İlhan & Sadri Alışık"., en el que el actor asume las funciones de director y supervisor y también actúa en varias obras del teatro.

## Filmografía[4]

### Series
| Año       | Serie                 | Personaje         |
| --------- | --------------------- | ----------------- |
| 1996-1997 | Fırtınalar            | Ferit Demiröz     |
| 1997      | Böyle mi Olacaktı     |                   |
| 1997-1998 | Oyun Bitti            | Demir Filibe      |
| 1998      | Mualla                | Cevat Kartal      |
| 1999      | Şükran Büfe           | Ayhan             |
| 1999      | Hicran                | Ferhat            |
| 2000      | Zehirli Çiçek         | Orhan             |
| 2000      | Baykuşların Sanatı    | Sedat             |
| 2000      | Beyoğlu Rüyası        | Kemal             |
| 2001      | Böyle mi Olacaktı     | Kadir Arikan      |
| 2001      | Günah                 | Sinan             |
| 2002      | Deliboran Destanı     | Deliboran         |
| 2003      | Şarcaılar Seni Söyler | Yavuz             |
| 2003      | A.G.A                 | Ali Galip Alemdar |
| 2004      | Aşk Mahkumu           | Aşkın             |
| 2005      | Son Yüzleşme          | Tamer             |
| 2006      | Kördüğüm              |                   |
| 2007      | Kartallar Yüksek Uçar | Mustafa           |
| 2012      | Yol Ayrımı            | Kamil Bey         |
| 2013      | Ben Onu Çok Sevdim    | Fatin Rüştü Zorlu |
| 2015      | Kurtlar Vadisi Pusu   | Ziya              |
| 2015      | Kara Kutu             | Başkomiser Tekin  |
| 2015-2017 | Kara Sevda            | Ayhan/Colombo     |
| 2018-2022 | Bir Zamanlar Çukurova | Ali Rahmet Fekeli |

### Cine
| Año  | Película                                          | Personaje   |
| ---- | ------------------------------------------------- | ----------- |
| 1965 | Kocamın Nişanlısı                                 |             |
| 1997 | Ah Nalan Ah                                       | Kemal       |
| 1997 | Yanlış Saksının Çiçeği                            | Mustafa     |
| 2000 | Dansöz                                            | Zorro       |
| 2000 | Kumru                                             | Kemal       |
| 2000 | Yarın Geç Olmayacak                               |             |
| 2004 | Hababam Sınıfı Askerde                            | Sabit       |
| 2004 | Hoşgeldin Hayat                                   | Serhat      |
| 2005 | Horoz Sedat                                       | Horoz Sedat |
| 2005 | Mühim Olan Aşkımız                                | Şükrü       |
| 2008 | Saddam'ın Askerleri: Bir Gani Rüzgar Savata filmi |             |
| 2010 | 72. Koğuş                                         | Berbat      |
| 2011 | Kara Murat Mora’nın Ateşi                         |             |
| 2011 | 72. Koğuş                                         | Serhat      |
| 2012 | Mevsim Çiçek Açtı                                 |             |
| 2015 | Şartlı Tahliye                                    |             |
| 2017 | Arif v 2016                                       | Ömer        |

### Obras de teatro
| Año       | Obra                     |
| --------- | ------------------------ |
| 1999      | Fehmi Paşa Konağı        |
| 2001      | Herkesin Gözü Önünde     |
| 2002      | Aşk Olsun Aşk            |
| 2003      | Boeing Boeing            |
| 2005      | Ağır Roman               |
| 2007      | Kadıncıklar              |
| 2012      | Selvi Boylum Al Yazmalım |
| 2015-2016 | Frankenstein             |

## Premios y nominaciones
| Año                        | Premios                              | Categoría                         | Resultado | Ref    |
| -------------------------- | ------------------------------------ | --------------------------------- | --------- | ------ |
| 2004                       | Beykoz Belediyesi                    | Estrella de serie de televisión   | Ganador   | [ 4 ]  |
| 2006                       | MGD (Magazin Gazetecileri Derneği)   | Mejor actor                       | Ganador   | [ 4 ]  |
|                            | Pertevniyal Lisesi                   | Actor de teatro masculino del año | Ganador   | [ 4 ]  |
| Rotarakt Club, Rotabest 05 | Actor de teatro más admirado del año | Ganador                           |           | [ 4 ]  |
| Ahmet Şimşek Koleji        | Mejor actor en serie de televisión   | Ganador                           |           | [ 4 ]  |
| 2019                       | Premios Quality Magazine 2019        | Mejor actor de calidad            | Ganador   | [ 9 ]  |
| 2020                       | 46º Premios Altın Kelebek            | Premio por logros                 | Ganador   | [ 10 ] |